# Arrondissement Nice
Nice is een arrondissement van het Franse departement Alpes-Maritimes in de regio Provence-Alpes-Côte d'Azur. De onderprefectuur is Nice.

## Kantons
Het arrondissement was tot 2014 samengesteld uit de volgende kantons:
- Kanton Beausoleil
- Kanton Breil-sur-Roya
- Kanton Contes
- Kanton L'Escarène
- Kanton Guillaumes
- Kanton Lantosque
- Kanton Levens
- Kanton Menton-Est
- Kanton Menton-Ouest
- Kanton Nice 1er
- Kanton Nice 2e
- Kanton Nice 3e
- Kanton Nice 4e
- Kanton Nice 5e
- Kanton Nice 6e
- Kanton Nice 7e
- Kanton Nice 8e
- Kanton Nice 9e
- Kanton Nice 10e
- Kanton Nice 11e
- Kanton Nice 12e
- Kanton Nice 13e
- Kanton Nice 14e
- Kanton Puget-Théniers
- Kanton Roquebillière
- Kanton Roquesteron
- Kanton Saint-Étienne-de-Tinée
- Kanton Saint-Martin-Vésubie
- Kanton Saint-Sauveur-sur-Tinée
- Kanton Sospel
- Kanton Tende
- Kanton Villars-sur-Var
- Kanton Villefranche-sur-Mer

Na de herindeling van de kantons ingevolge het decreet van 24 februari 2014 met uitwerking op 22 maart 2015 is de samenstelling als volgt:
- Kanton Beausoleil
- Kanton Contes
- Kanton Menton
- Kanton Nice-1
- Kanton Nice-2
- Kanton Nice-3 (deel)
- Kanton Nice-4
- Kanton Nice-5
- Kanton Nice-6
- Kanton Nice-7
- Kanton Nice-8
- Kanton Nice-9
- Kanton Tourrette-Levens
- Kanton Vence  ( deel 37/47 )